# Philonesia filiceti
Philonesia filiceti é uma espécie de gastrópode  da família Helicarionidae.
É endémica de Pitcairn.